# لوسین امار
لوسین امار (تلفظ می‌شود [ly.sjɛ̃ ɛ.maʁ]؛ زادهٔ ۲۸ آوریل ۱۹۱۴) رکابزن حرفه‌ای سابق اهل فرانسه است که در رشتهٔ دوچرخه‌سواری جاده فعالیت می‌کرد. او توانست در سال ۱۹۶۶ برندهٔ تور دو فرانس شود. از تیم‌هایی که برای آن‌ها رکاب زده‌است، می‌توان به سن-رافائل و بیک اشاره کرد.

## فعالیت آماتور
در سال ۱۹۶۴ لوسین امار با اختلاف ۴۲ ثانیه با فلیچه جیموندی بر سکوی دوم تور آونیر ایستاد. در همان سال در مسابقه استقامت جاده در بازی‌های المپیک ۱۹۶۴ در توکیو شرکت کرد.

## فعالیت حرفه‌ای
امار در سال ۱۹۶۵ حرفه‌ای شد و به تیم فورد–ژیتان به رهبری ژاک آنکتیل پیوست. عملکرد امار به اندازه‌ای خوب بود که مربی تیم، رافائل ژمینیانی، او را در ترکیب تیم برای تور دو فرانس قرار داد. هرچند امار در مرحلهٔ نهم در سربالایی گردنه اوبیسک در پیرنه از مسابقه انصراف داد.
امار سال ۱۹۶۶ را با پیروزی در جنوا–نیس و نایب قهرمانی لافلش والونی آغاز کرد. سپس در تور دو فرانس شرکت کرد و با دو فرار در اوبیسک و تورین، پیراهن طلایی تور را به تن کرد. در هر دو بار، از استعداد خود در سرپایینی استفاده کرد. امار از حمایت آنکتیل نیز برخوردار بود. امار با برتری بیش از یک دقیقه نسبت به یان یانسن هلندی و رمون پولیدو، رقیب فرانسوی آنکتیل مسابقه را به پایان رساند. در ادامهٔ فصل، در رتبهٔ نهم مسابقات قهرمانی جهان در نوربورگرینگ آلمان غربی قرار گرفت. هرچند به دلیل کمک به رودی آلتیگ آلمانی مورد انتقاد واقع شد. امار به تعقیب گروه پیشتاز که شامل آنکتیل بود پرداخت و آلتیگ را با خود برد. آلتیگ قهرمان شد و آنکتیل بر سکوی دوم ایستاد.
در سال ۱۹۶۷ امار برندهٔ چهار روزهٔ دانکرک شد و پس از صرف تمام تلاش خود برای موفقیت آنکتیل در جیرو دیتالیا، در رتبهٔ هفتم جیرو ایستاد. برگزار کنندگان تور دو فرانس تصمیم گرفتند به جای تیم‌های حرفه‌ای، تیم‌های ملی در تور شرکت کنند. امار برای تیم فرانسه رکاب زد و رهبر مشترک تیم با روژه پنژون بود. پنژون در پایان تور به قهرمانی رسید و امار ششم شد. امار در مرحلهٔ هشتم در بالون دالزاس به قهرمانی رسید که تنها پیروزی مرحله‌ای او در گرند تورها محسوب می‌شود.
در تور دو فرانس ۱۹۶۸ امار ترجیح داد به جای این که خادم تیم اول فرانسه باشد، رهبر تیم دوم شود و در پایان در رتبهٔ هفتم قرار گرفت. سپس در مسابقات قهرمانی کشور شرکت کرد و با شکست دادن پنژون در خط پایان، قهرمان فرانسه شد.
در آغاز فصل ۱۹۶۹ امار دچار محرومیتی یک‌ماهه به دلیل دوپینگ شد و ووئلتا اسپانیا را از دست داد. عنوان قهرمانی کشور را از دست داد و عملکرد فاجعه‌باری در تور دو فرانس داشت.
با پیوستن لوئیس اوکانیا به تیم بیک در سال ۱۹۷۰، امار از تیم جدا شد و به تیم سونولور-لژون پیوست. در تور دو فرانس، امار خادم لوسین وان ایمپه بود. در پایان فصل نیز در بوردو–پاریس بر سکوی دوم ایستاد.
در سال‌های بعد عملکرد امار رو به افول گذاشت و پس از تور دو فرانس ۱۹۷۳ از دوچرخه‌سواری حرفه‌ای کناره‌گیری کرد تا مشاور فنی دوچرخه‌سواری در پرووانس-کوت دازور و پس از آن، مجری تور مدیترانه شود.

## نتایج در گرند تورها
|                 | ۱۹۶۵     | ۱۹۶۶   | ۱۹۶۷   | ۱۹۶۸   | ۱۹۶۹   | ۱۹۷۰   | ۱۹۷۱ | ۱۹۷۲   | ۱۹۷۳   |
| تور دو فرانس    | ناتمام-۹ | ۱      | ۶      | ۷      | ۳۰     | ۱۷     | ۹    | ۱۷     | ۱۷     |
| پیروزی در مراحل | ۰        | ۰      | ۱      | ۰      | ۰      | ۰      | ۰    | ۰      | ۰      |
| رده‌بندی کوهستان | بی‌رتبه   | بی‌رتبه | ۶      | بی‌رتبه | بی‌رتبه | بی‌رتبه | ۲۳   | بی‌رتبه | بی‌رتبه |
| رده‌بندی امتیازی | بی‌رتبه   | ۱۶     | ۱۴     | بی‌رتبه | بی‌رتبه | بی‌رتبه | ۲۳   | بی‌رتبه | بی‌رتبه |
| جیرو دیتالیا    | نرفت     | نرفت   | ۷      | نرفت   | نرفت   | نرفت   | نرفت | نرفت   | نرفت   |
| پیروزی در مراحل | —        | —      | ۰      | —      | —      | —      | —    | —      | —      |
| رده‌بندی کوهستان | —        | —      | ۲      | —      | —      | —      | —    | —      | —      |
| رده‌بندی امتیازی | ناموجود  | —      | بی‌رتبه | —      | —      | —      | —    | —      | —      |
| ووئلتا اسپانیا  | ۱۱       | نرفت   | نرفت   | ۹      | نرفت   | نرفت   | نرفت | نرفت   | نرفت   |
| پیروزی در مراحل | ۰        | —      | —      | ۰      | —      | —      | —    | —      | —      |
| رده‌بندی کوهستان | بی‌رتبه   | —      | —      | بی‌رتبه | —      | —      | —    | —      | —      |
| رده‌بندی امتیازی | بی‌رتبه   | —      | —      | بی‌رتبه | —      | —      | —    | —      | —      |

| ۱        | برنده                               |
| ۲–۳      | سه نفر اول                          |
| ۴–۱۰     | ده نفر اول                          |
| ۱۱–      | گذر از خط پایان                     |
| نرفت     | در مسابقه شرکت نکرد                 |
| ناتمام-x | به پایان نرساند (انصراف در مرحله x) |
| DNS-x    | آغاز نکرد (عدم شرکت در مرحله x)     |
| اخراج    | اخراج شد                            |
| ناموجود  | مسابقه/رده‌بندی انجام نشد            |
| بی‌رتبه   | در رده‌بندی گنجانده نشد              |